# 乔亚格
乔亚格，是匈牙利维斯普雷姆州巴拉頓奧爾馬迪區所辖的一个村，与巴拉顿湖最东端相距约4公里，总面积22.37平方公里，总人口831，人口密度37.1人/平方公里（2010年1月1日）。